# Claret (Hérault)
Claret – miejscowość i gmina we Francji, w regionie Oksytania, w departamencie Hérault.
Według danych na rok 1990 gminę zamieszkiwało 825 osób, a gęstość zaludnienia wynosiła 29 osób/km² (wśród 1545 gmin Langwedocji-Roussillon Claret plasuje się na 393. miejscu pod względem liczby ludności, natomiast pod względem powierzchni na miejscu 215.).